# Imavere
Imavere era un comune rurale dell'Estonia centrale, nella contea di Järvamaa. Il centro amministrativo era l'omonima località (in estone küla).
Nel 2017 il comune si è fuso (insieme ad Albu, Ambla, Järva-Jaani, Kareda, Koeru e Koigi) nel nuovo comune di Järva.

## Località
Oltre al capoluogo, il comune comprendeva altre 13 località:
Eistvere, Hermani, Imavere, Jalametsa, Järavere, Kiigevere, Käsukonna, Laimetsa, Puiatu, Pällastvere, Taadikvere, Tammeküla e Võrevere.